# Louina Walakutty-Salamena
Louina Walakutty-Salamena (Buru (Molukken), 19 augustus 1917 - Tiel, 4 december 1992) was een Moluks leidsvrouw en vertrouwenspersoon binnen de Molukse gemeenschap, en het aanspreekpunt voor de buitenwacht in haar woonplaats Tiel. Voor haar werk kreeg zij in 1981 de eremedaille in zilver verbonden aan de Orde van Oranje-Nassau.

## Leven en werk
Louina Salamena was de dochter van Simon Obet Salamena, zendingswerker en landbouwer, en Debora Noya. Al jong maakte zij kennis met het Leger des Heils en werd heilsoldaat. Zij trouwde in 1940 met Marcus Singadji, inlands officier van justitie in Tual op de Kei-eilanden. Zij kregen twee kinderen. In december 1944 werd Marcus Singadji door de Japanse bezetters tijdens een represaille onthoofd. Louina Salamena hertrouwde in 1945 met Hendrik Walakutty, militair in het Koninklijk Nederlandsch-Indisch Leger (KNIL). Met hem kreeg zij acht kinderen.
In 1951 kwam het gezin naar Nederland. Zij werden aanvankelijk ondergebracht in woonoord Graetheide bij Geleen en in 1953 in De Elzenpasch in Tiel. In 1961 kregen zij een eengezinswoning in de Tielse Hertogenwijk.
Louina Walakutty volgde de predikantsopleiding van de Molukse Evangelische Kerk en een opleiding tot coupeuse. Zij trad toe tot het korps Tiel van het Leger des Heils en werd daar plaatselijk officier. Door haar lidmaatschap van de Tielse raad van kerken werd zij spreekbuis van de Molukse gemeenschap maar ook het aanspreekpunt voor de buitenwacht. Tot haar overlijden in 1992 was zij voor velen een vertrouwenspersoon, ook nadat het Tielse korps in 1988 was opgeheven en ondanks haar naturalisatie tot Nederlander. Tijdens de Molukse acties was zij een belangrijke schakel tussen de Molukse gemeenschap en de Nederlanders in Tiel.
Voor haar leven en werk ontving Louina Walakutty-Salamena op 29 april 1981 de eremedaille in zilver, verbonden aan de Orde van Oranje-Nassau. Op 10 februari 1985, bij haar afscheid als plaatselijk Leger des Heilsofficier ontving zij de erepenning van de gemeente Tiel. 